# Macroteleia demades
Macroteleia demades är en stekelart som beskrevs av Mikhail Vasilievich Kozlov och Lê 2000. Macroteleia demades ingår i släktet Macroteleia och familjen Scelionidae. Inga underarter finns listade i Catalogue of Life.